# Ács Aurél
Ács Aurél, születési nevén Reich Aurél (Zimony, 1886. július 24. – ?[1919 után]) magyar építész.

## Élete
Életéről kevés adat ismert. Szülei Reich Zsigmond és Knapp Róza. Reich családi nevét 1904-ben Ácsra változtatta. Budapesten működött a 20. század elején, szecessziós stílusú bérházak tervezése fűződik a nevéhez. Több munkáját Bokor Gyulával közösen tervezte. Az első világháborúban Isonzónál a császári és királyi hadsereg műszaki parancsnokságánál szolgált, tűzharcossá minősítették. 1919. december 8-án Budapesten feleségül vette Czeizler Irént (Heves, 1891. április 25. – Budapest, 1954. október 18.).
Halálának időpontja nem ismert.

## Ismert épületei
- 1908: Bokor-bérház, Budapest, Csanády u. 17.[7]
- 1906–1909: Bodánszky-bérház, Budapest, Hegedűs Gyula u. 38. (Csathó Bélával közös munka)[8]
- 1909–1910: Bodánszky-bérház, Budapest, Pannónia u. 43. (Bokor Gyulával közös munka)[9]
- 1910: Bodánszky-bérház, Budapest, Gogol u. 24. (Bokor Gyulával közös munka)[10]
- 1911: Flamm-bérház, Budapest, Hegedűs Gyula u. 64-66. (Bokor Gyulával közös munka)[11]
- 1911: Flamm-bérház, Budapest, Hegedűs Gyula u. 68. (Bokor Gyulával közös munka)[12]
- 1911: Flamm-bérház, Budapest, Hegedűs Gyula u. 73. (Bokor Gyulával közös munka)[12]
- 1911: Flamm-bérház, Budapest, Visegrádi u. 64. (Bokor Gyulával közös munka)[13]

## Képtár

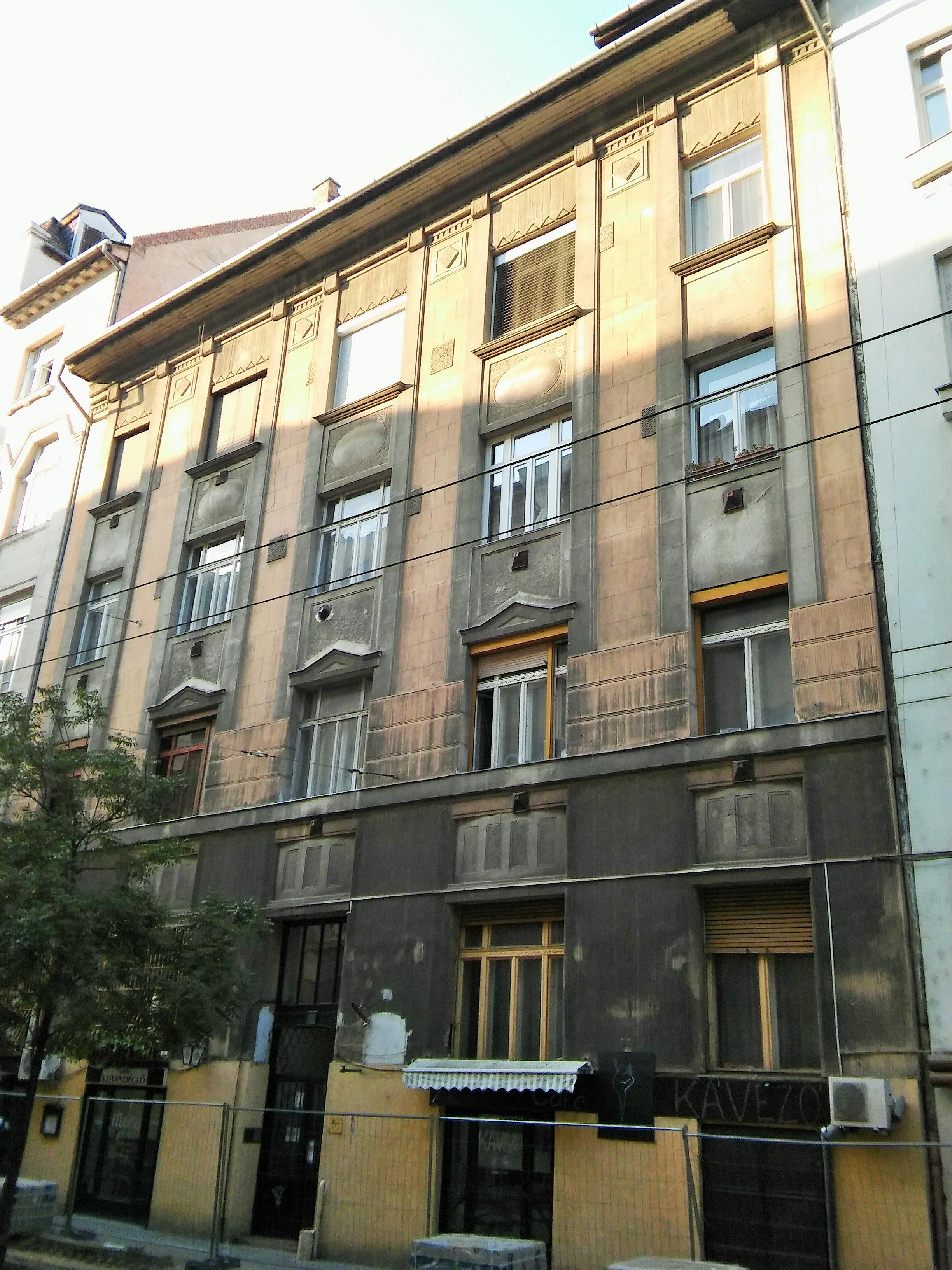
Csanády u. 17.
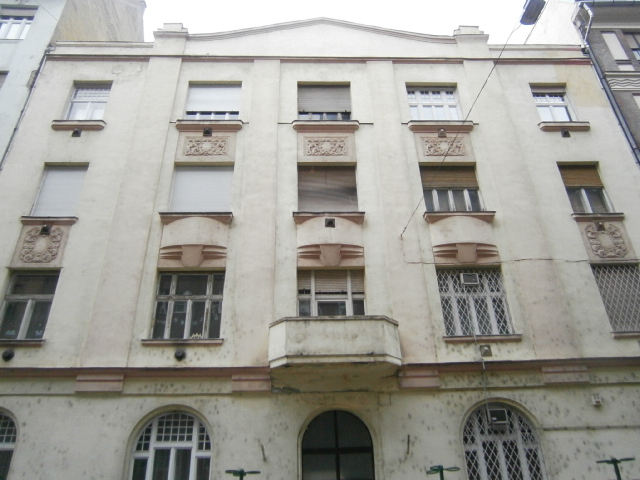
Hegedűs Gyula u. 38.
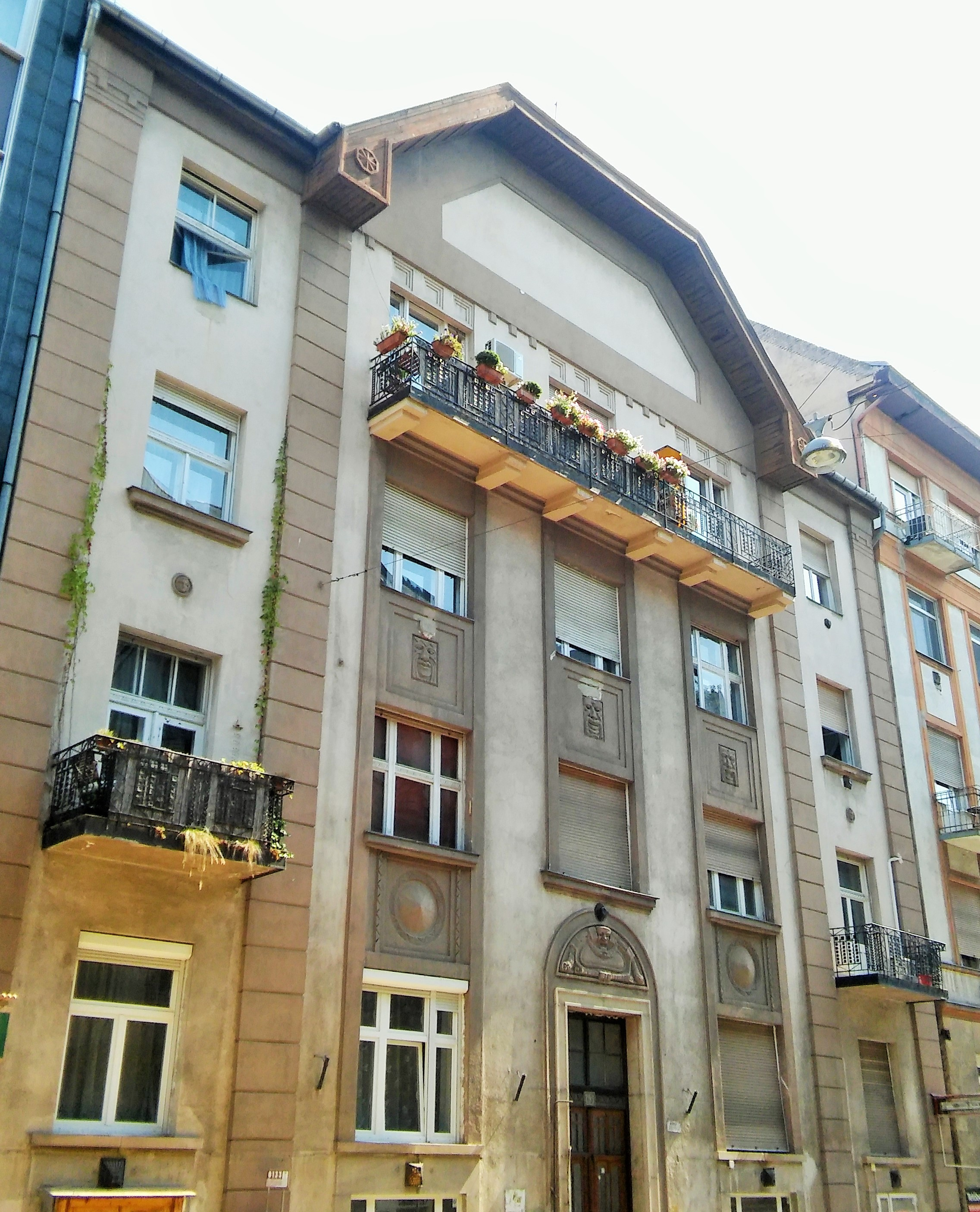
Pannónia u. 43.
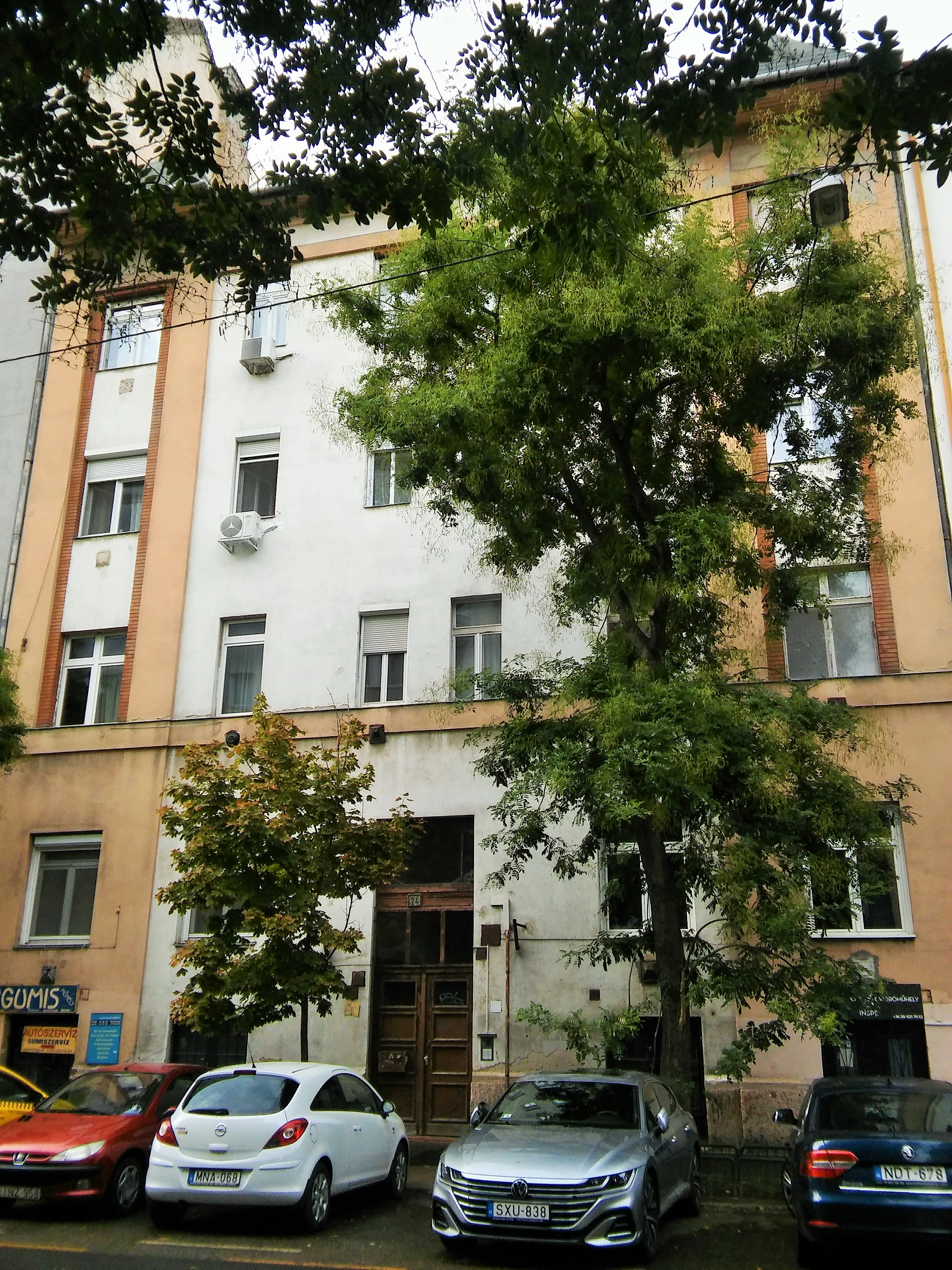
Gogol u. 24.
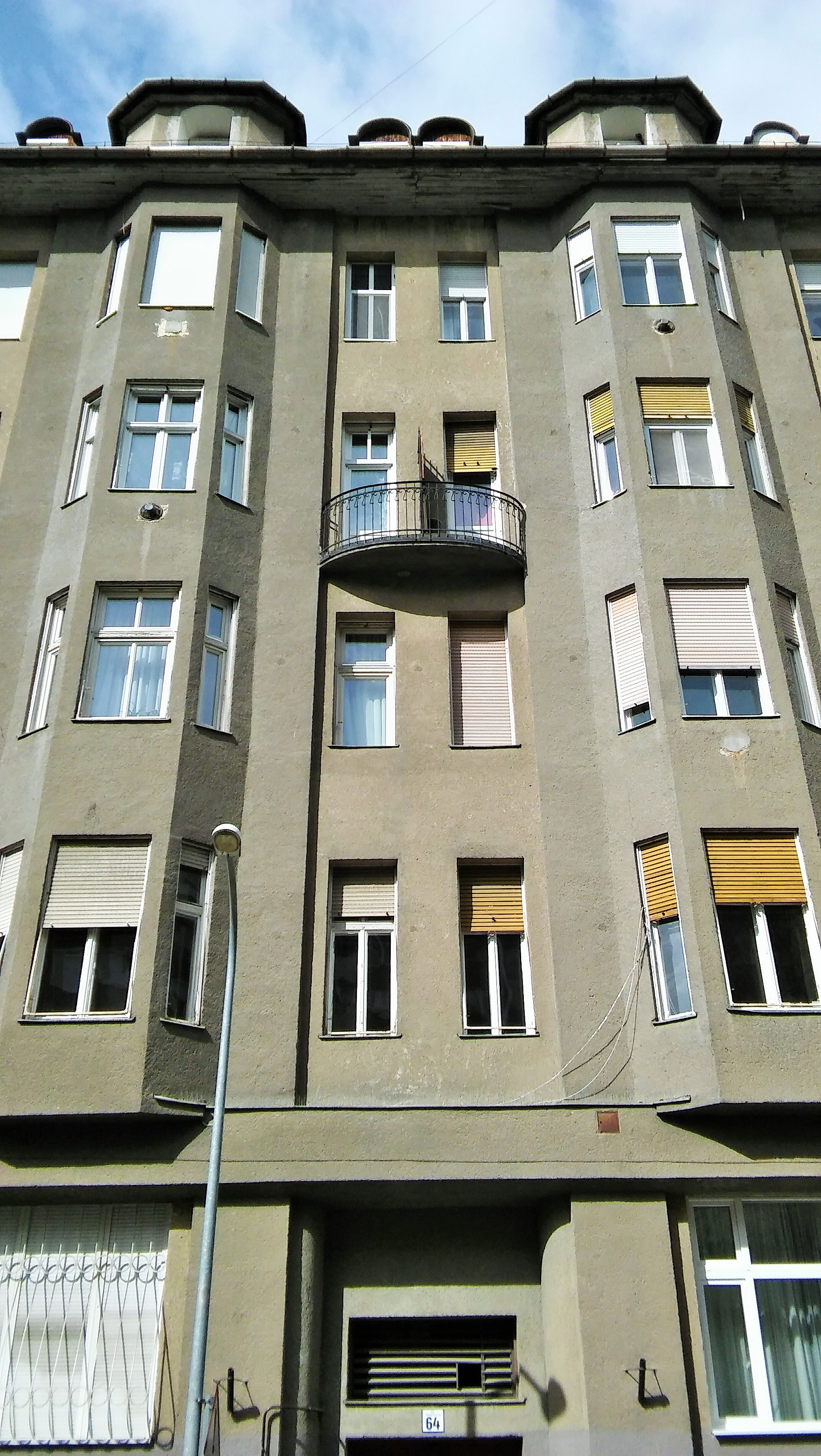
Visegrádi u. 64.
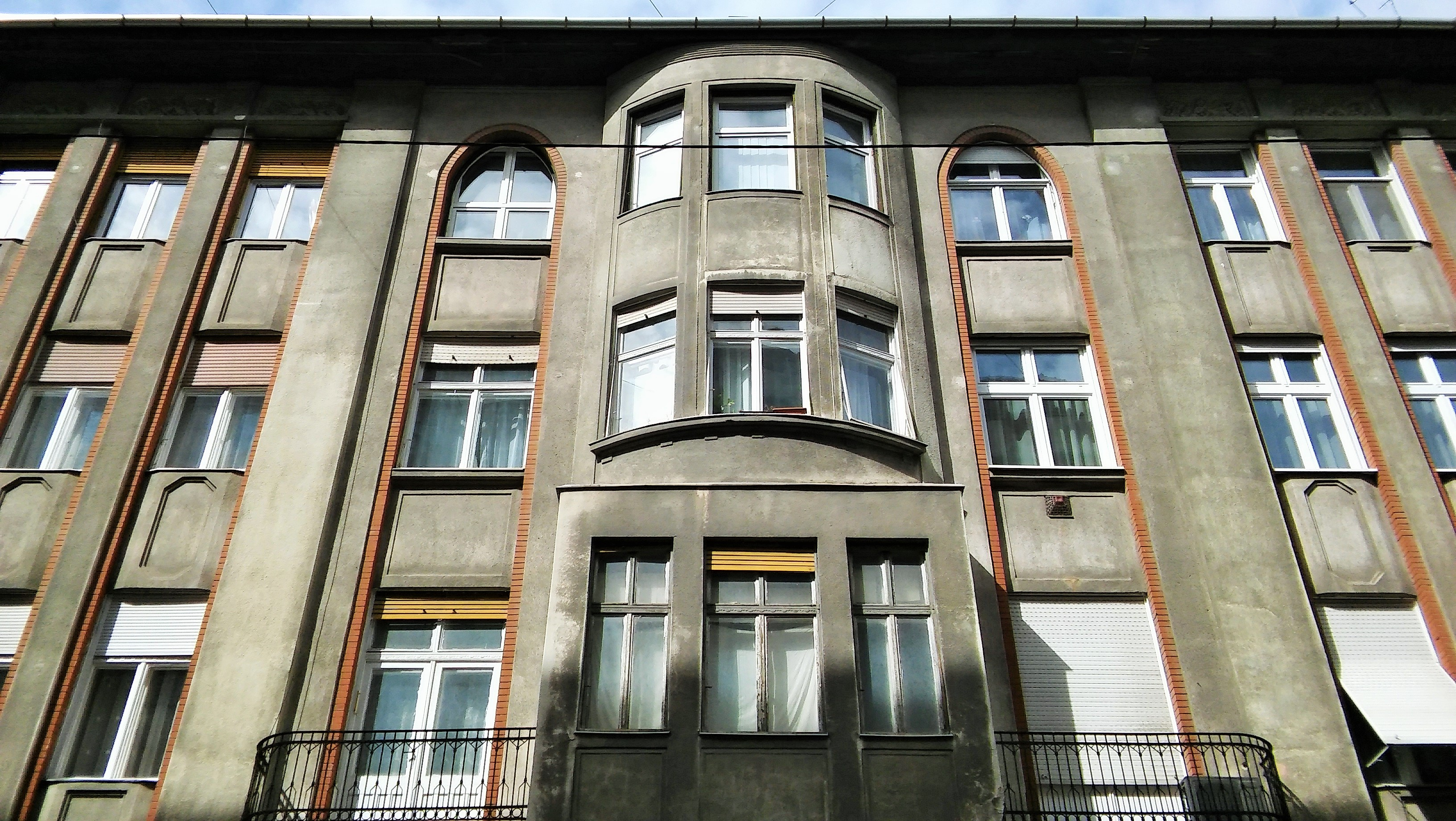
Hegedűs Gyula u. 64-66.
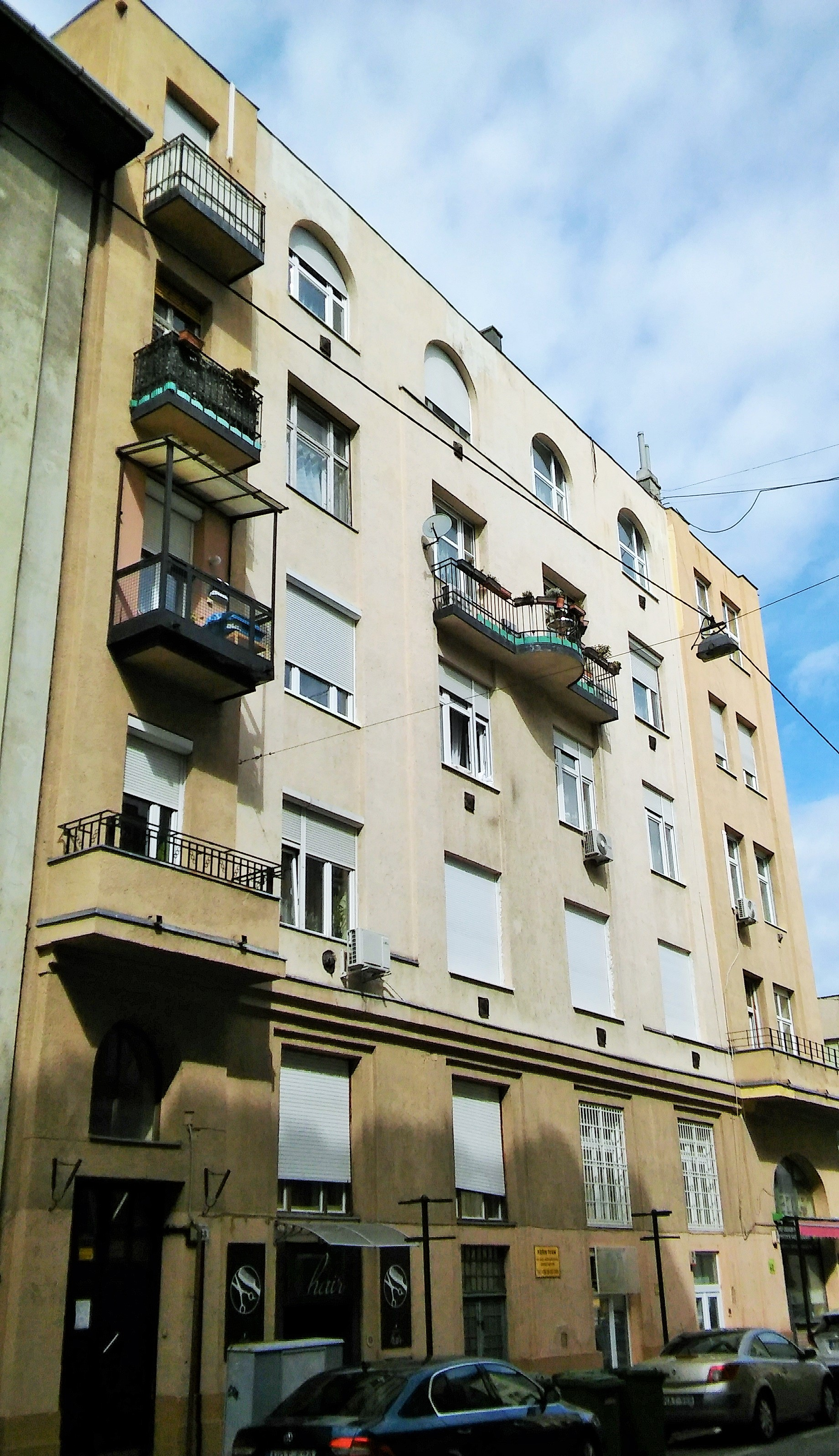
Hegedűs Gyula u. 68.
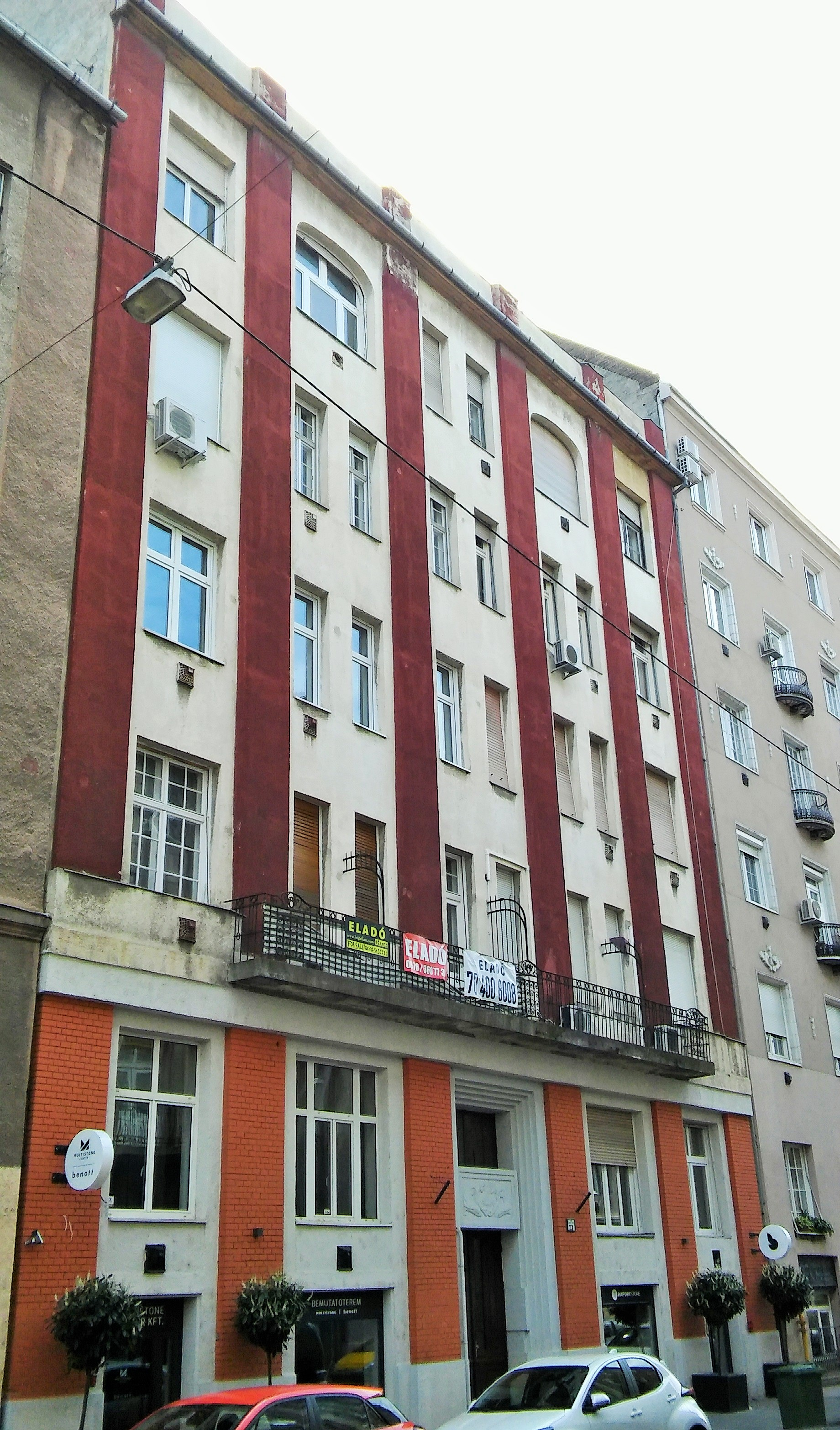
Hegedűs Gyula u. 73.